# Jacek Dominik

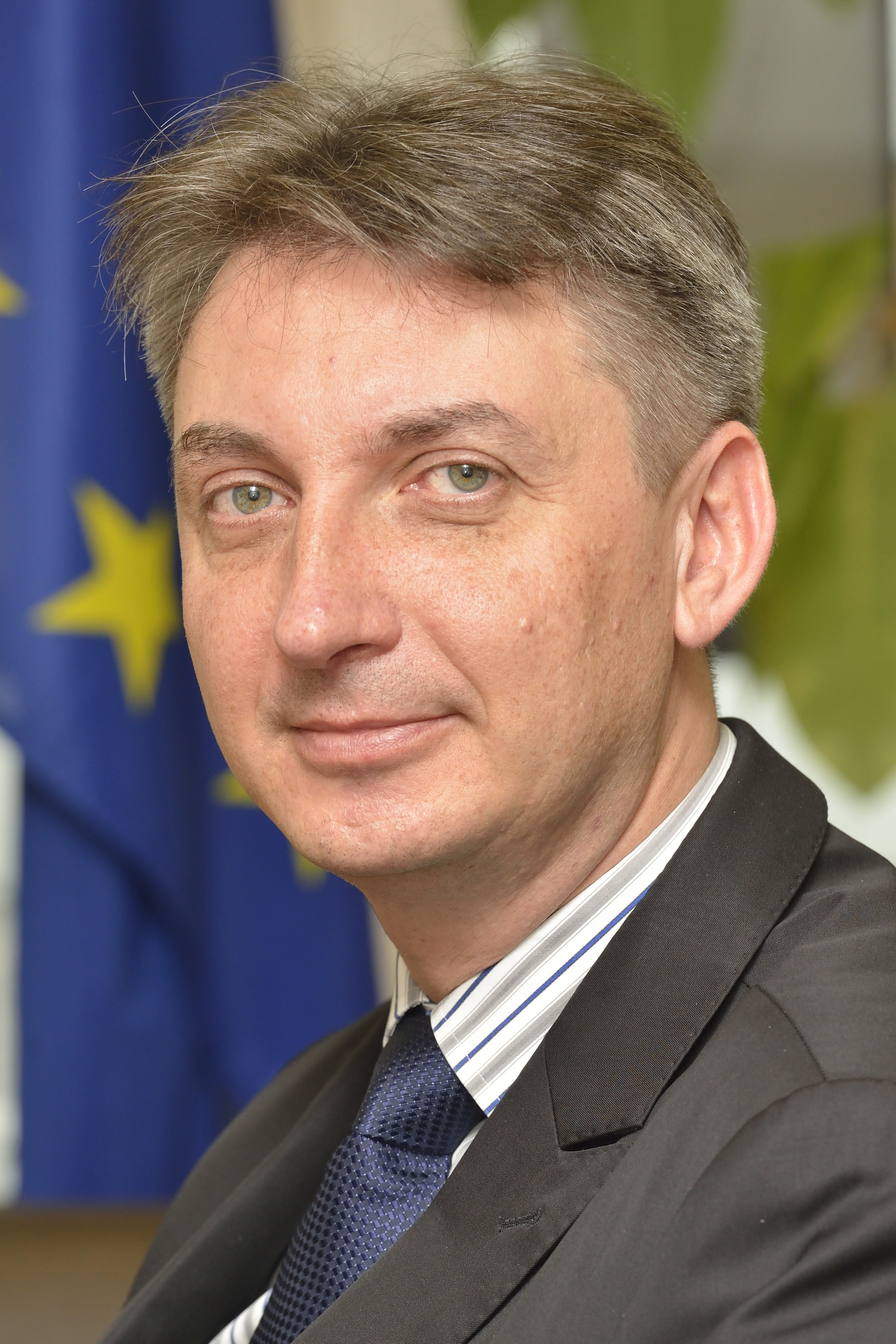
Jacek Dominik, 2014

Jacek Dominik (* 15. Juli 1969 in Piaseczno) ist ein polnischer EU-Beamter. Er amtierte 2014 kurzzeitig als Kommissar für Finanzplanung und Haushalt.
Jacek Dominik absolvierte ein Studium der Rechts- und Verwaltungswissenschaften an der Universität Warschau. Von 2006 bis 2014 war er Staatssekretär im polnischen Finanzministerium. Nach der Wahl seines Amtsvorgängers Janusz Lewandowski in das Europäische Parlament übernahm er dessen Funktion in der Kommission Barroso II für die verbleibende Amtszeit bis Oktober 2014.